# جان بال
جان بال (به انگلیسی: John Ball) بازیکن فوتبال زادهٔ ۲۹ سپتامبر ۱۹۰۰ اهل کشور انگلستان بود که سابقهٔ بازی در تیم ملی فوتبال انگلستان را در کارنامهٔ خود دارد. وی در تاریخ ۲۲ اکتبر ۱۹۲۷ تنها بازی ملی خود را در مقابل تیم ملی فوتبال ایرلند شمالی انجام داد.